# Lealholm
Lealholm est un village de 383 habitants dans le Yorkshire du Nord en Angleterre.